# Seznam vojaških kratic na F
To je seznam vojaških kratic, ki se pričnejo s črko F.

## Seznam
- F (angleško Fighter) označuje Lovsko letalo.
- FADEC
- FAR (francosko Force D'Action Rapide) označuje Sila za hitro posredovanje.
- FASM
- FAV (angleško Fast Attack Vehicle) označuje Hitro napadalno vozilo.
- FCS
- Feldgend.Tr.
- Fest.
- FFG
- FG (nemško Fallschirmgewehr) označuje Padalsko orožje.
- FGA
- FH
- FIM
- FJ (nemško Fallschirmjäger) označuje Padalski lovci.
- FK
- FLAK (nemško Flugzeug Abwehr Kanone) označuje Protiletalski top.
- Flivo
- FLN (francosko Front de la libération nationale) označuje Narodnoosvobodilna fronta.
- FLOSY (angleško Front for Liberation of South Yemen) označuje Fronta za osvoboditev Južnega Jemna.
- FMBS
- FMJ (angleško Full Metal Jacket) označuje polnooplaščeno kroglo
- FMRAAM
- FNK
- FOB (angleško Forward Operating Base) označuje Prednja operativna baza.
- FPA
- F.P.N.
- FRA (angleško Federal Regular Army) označuje Federalna regularna armada.
- FROG
- FST (angleško Field Survey Troop) označuje Poljski nadzorni trop.
- FUBAR (angleško Fucked Up Beyond All Recognition)
- FuMO ali FM (nemško Funkmess-Ortung) označuje nemški Radar med drugo svetovno vojno.
- Füs.